# Alfred Fowler
Alfred Fowler (Wilsden, 22 marzo 1868 – Ealing, 24 giugno 1940) è stato un astronomo britannico.
Era esperto di spettroscopia. Fu il primo a scoprire che la temperatura delle macchie solari era più bassa di quella delle aree adiacenti.
A lui e al fisico ed astronomo britannico Ralph H. Fowler, è intitolato l'omonimo cratere lunare.

## Onorificenze
- 1915: Medaglia d'Oro della Royal Astronomical Society
- 1918: Medaglia Royal
- 1920: Medaglia Henry Draper
- 1934: Medaglia Bruce